# Мануел Феррейра
Мануе́л Ферре́йра (порт. Manuel Ferreira; *1917, Ґандара-дуз-Олівайш, Лейрія, 1917 — †17 березня 1992, Лінда-а-Веля, Оейраш) — португальський і зеленомиський письменник, літературознавець, дослідник, фольклорист; фахівець з африканської португаломовної літератури. 

## Біографія
Навчався на ліцейських курсах комерції та фармації; закінчив лісабонський Технічний університет за спеціальністю «соціальні та політичні науки». 
Під час військової служби був мобілізований як експедитор на Кабо-Верде в 1941 році, пробувши там шість років, до 1947-го. У місті Мінделу, на острові Сан-Вісенте, жив разом з кабовердіанськими інтелігентами, пов'язаними з часописами Claridade і Certeza. 
Він одружився з місцевою письменницею Орландою Амаріліш (Orlanda Amarílis), з якою мав двох дітей: Сержіу Мануел Наполяу Феррейра (Sérgio Manuel Napoleão Ferreira, народився в Кабо-Верде) та Ернані Доналду Наполяу Феррейра (Hernâni Donaldo Napoleão Ferreira, народився в Гоа). 
Після Кабо-Верде жив також у Португальській Індії (Гоа) та Анголі, побувавши і в інших африканських країнах. Мануел Феррейра став ретельним дослідником португаломовної культури колишніх колоній і вважається авторитетним фахівцем світового рівня у цих питаннях. Нариси і художні твори М. Феррейри, в яких він викриває і засуджує колоніалізм і фашистський режим, глибоко позначені досвідом, здобутим у колишніх португальських колоніях, де жив автор. Його нариси про африканську португаломовну літературу, а також антології африканської поезії вважаються важливими для вивчення цих явищ.   
Як письменник Мануел Феррейра дебютував у 1944 році томиком оповідань Grei, потім опублікував роман Casa dos Motas (1956), — твори, які стали частиною неореалістичного напрямку, головуючого для сучасної йому португальської літератури. Його твори, натхненні африканськими враженнями, мають подібний профіль. 
Окрім своєї новелістичної та есеїстичної творчості, частина якої перекладена кількома мовами, Мануел Феррейра також є автором книг для дітей. Як дослідник і фахівець з африканської літератури, він опублікував численні висліди;  заснував і керував журналом «Африка - Література, Мистецтво і Культура» (África – Literatura, Arte e Cultura) та виданнями ALAC (Африка, Література, Мистецтво і Культура / África, Literatura, Arte e Cultura).  
У 1973 році був обраний віце-президентом Асоціації португальських письменників.
Після відновлення демократії в Португалії (1974) він створив на філфаці Лісабонського університету кафедру африканської португаломовної літератури. Також співпрацював у численних португальських та зарубіжних періодичних виданнях, таких як Vértice та Seara Nova; підготував до друку, зокрема, антології No Reino de Caliban (3 тт., 1975, 1976, 1996) та «50 африканських поетів. Антологія вибраного» (50 Poetas Africanos. Antologia Seletiva, 1989). 
Здобув премії Фернау Мендеша Пінту (Fernão Mendes Pinto, 1958); Рікарду Малєйруша (Ricardo Malheiros, 1962) за Hora di Bai, премію Imprensa Cultural (1967) за A Aventura Crioula.  
Деякі твори письменника перекладені французькою, німецькою, шведською, польською, чеською, російською, а також українською (перекладач М. І. Жердинівська) мовами. 
На момент смерті Мануел Феррейра був професором у відставці філологічного факультету Лісабонського університету.

## Український переклад
Один з найпопулярніших творів Мануела Феррейри роман «Час відплиття» (Hora di Bai) побачив світ українською в перекладі М. Жердинівської в 1986 році (Феррейра М. Час відплиття. Роман. Переклад з португальської М. Жердинівська. Київ: «Дніпро», 1986, 139 с.).